# Gambier Bay
Die Gambier Bay (Kennung: CVE-73) war ein Geleitflugzeugträger der Casablanca-Klasse der United States Navy im Zweiten Weltkrieg. Sie wurde am 22. November 1943 von H. C. Zitzewitz in Vancouver WA getauft.

## Frühe Verwendung
Nach ihrer Indienststellung am 28. Dezember 1943 absolvierte sie unter dem Kommando von Captain Hugh H. Goodwin Erprobungsfahrten vor San Diego, bevor sie am 7. Februar 1944 mit 400 eingeschifften Soldaten nach Pearl Harbor aufbrach. In der Folge wurde sie für Personal- und Materialeinsätze verwendet.

## Erste Kampfeinsätze
Am 1. Mai brach die Gambier Bay in Richtung Marshallinseln auf, um sich der Task Force 52.11 unter Rear Admiral H. B. Sallada anzuschließen, die sich auf die Invasion der Marianen vorbereitete. Während der ersten Landungsunternehmungen in Saipan, die am 15. Juli begannen, flogen die Flugstaffeln des Schiffs Luftunterstützung für die Marines, und die Flugabwehr konnte einen Angriff von 47 japanischen Flugzeugen gegen die Task Group abwehren.
Im weiteren Verlauf hatte der Träger weitere Einsätze in Saipan, Tinian und Guam. Nach einem Versorgungsaufenthalt auf den Marshallinseln folgte die Beteiligung an der Eroberung von Peleliu und Manus.

## Angriff auf die Philippinen
Zusammen mit dem Geleitflugzeugträger Kitkun Bay, und begleitet von sechs Zerstörern, eskortierte die Gambier Bay Frachter und Landungsschiffe in den Golf von Leyte, wo sie sich am 19. September der Geleitträger-Einsatzgruppe (TG 77.4) von Konteradmiral Clifton Sprague anschloss, um an der Invasion der Philippinen teilzunehmen. Zusammen mit fünf anderen Geleitträgern und sieben Zerstörern gehörte die Gambier Bay zur Gruppe „Taffy 3“, die den Landungsgruppen Luftunterstützung gab und die Lufthoheit über Leyte gewährleistete.

## Die Schlacht vor Samar

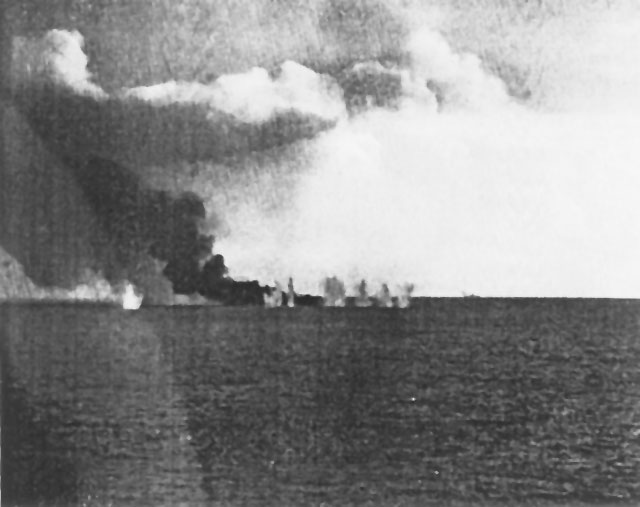
Die brennende Gambier Bay

Die Japaner reagierten auf die US-amerikanischen Vorstöße mit der Entsendung ihrer gesamten Flotte in den Golf von Leyte. Die japanischen Einheiten näherten sich in drei Gruppen und wurden am 24. Oktober von der US-amerikanischen Luftüberwachung entdeckt. Die südliche und mittlere Gruppe der japanischen Verbände wurde durch Luft- und Seeangriffe vernichtend geschlagen, so dass sich Admiral Halsey mit seiner Trägergruppe nach Norden wandte, um den dritten Verband abzufangen, während Taffy 3 vor Samar weiterhin Luftüberwachung betrieb.
Durch ein Missverständnis zog allerdings die gesamte Flotte Halseys ab und ließ die San-Bernardino-Straße unbewacht zurück, wo sich immer noch die Einheiten des dezimierten mittleren japanischen Verbandes befanden. Diese Flotte bestand noch aus 20 Schiffen, darunter zahlreichen Kreuzern unter Admiral Kurita, die am 25. Oktober auf die auf sich allein gestellte Taffy 3 stießen. Die Lufteinheiten der Gambier Bay und der anderen Träger flogen Luftangriffe gegen das überlegene feindliche Geschwader und konnten drei Kreuzer versenken und einen weiteren schwer beschädigen. Die Gambier Bay lag allerdings unter direktem Beschuss der japanischen Kreuzer, die inzwischen auf kürzeste Distanz herangekommen waren, so dass sogar die einzelne 127-mm-Kanone des Trägers in das Gefecht eingreifen konnte. Die Zerstörer von Taffy 3 versuchten immer wieder, die Träger einzunebeln und so dem gegnerischen Beschuss zu entziehen. Außerdem fuhren sie, nachdem ihnen die Torpedos ausgegangen waren, zahlreiche Scheinangriffe auf die japanischen Einheiten, nur um dann einen Schuss aus ihren Geschützen abzugeben. Um 9.07 Uhr kenterte die Gambier Bay und sank schließlich auf Position 11° 30′ 50,4″ N, 126° 12′ 0″ O. 800 Seeleute konnten von Landungs- und Patrouillenbooten aus Leyte gerettet werden.

## Der weitere Verlauf
Kurz nach dem Untergang der Gambier Bay trafen die Flugstaffeln der zur Hilfe gerufenen „Taffy 2“ ein. Admiral Kurita sammelte seine Schiffe und zog sich aus dem Kampfgeschehen zurück. Während seines Rückzuges wurden in den folgenden Tagen noch weitere Schiffe seines Verbandes versenkt oder schwer beschädigt.